# Helikopterski novac
Helikopterski novac, novac koji država izravno dijeli građanima. Izravni je namjenski bespovratni novac za programe određenog trajanja, koji se transferira preko ministarstva financija a ne povećava javni dug. Koncept potječe od Miltona Friedmana. Objavio ga je u tekstu Optimalna količina novca iz 1969. godine. Nastala je u raspravama o monetarizmu 1960-ih, zagovaranjem stajališta da središnja banka uvijek ima raspoloživih opcija za stimuliranje ukupne potražnje i poticanje inflacije, uz uvjet da je voljna pribjeći radikalnim mjerama.
Mjera je koju se poduzima kada sve ostalo zakaže, a radi borbe protiv recesije. Novac država dijeli građanima. Središnja banka tiska taj novac, a država ga prosljeđuje građanima za potaknuti potrošnju i oživjeti gospodarsku aktivnost. Za mjerom se poseže jer kod komercijalnih banaka novac zaglavi. U praksi ju je oživio član Odbora guvernera Ben Bernanke studenoga 2002. godine. Tvrdio je da glavni problem monetarne budućnosti nije inflacija nego – deflacija – opći pad cijena zbog nedostatne ukupne potražnje, te je predložio rješenja koja su "ekvivalent ideje Miltona Friedmana o bacanju novca iz helikoptera". Zamisao o helikopterskom novcu oživjela je za krize 2008. godine. Ideja je oživjela opet 2016., kad su se podigla očekivanja sudionika na financijskom tržištu da će središnje banke i vlade uskočiti radi izglađivanja kreditnih balona i ublažavanja njihovih posljedica, čak i kad bi to značilo akumulaciju dodatnog duga. Zbog straha od posljedica pandemije koronavirusa na svjetsko gospodarstvo, u znanstvenim i političkim krugovima isplivala je na površinu ova zamisao. U Hrvatskoj ga je predložio u toj situaciji saborski zastupnik i profesor Ivan Lovrinović, zatraživši od HNB-a tu mjeru, tako da svim punoljetnim građanima uplati dva puta po dvije tisuće kuna, tumačeći kako sada ne smije pasti potrošnja i potražnja.
U praksi bi bio u obliku jednokratnih isplata kućanstvima ili bonova za potrošnju za svakoga. Središnje banke jedini bi novčarile ove isplate. Vladama ili komercijalnim bankama koje bi distribuirale novac bila bi pripisana deponirana sredstva ili doznačena gotovina. Na lijevoj strani bilance plaćanja središnjih banaka ne bi bilo nikakvih potraživanja. Jednostavnom knjigovodstvenom metodom smanjio bi se vlasnički kapital središnjih banaka, osim ako ne prodaju revalorizacijske pričuve na svojoj bilanci stanja.

## Povezani članak
- Fiatov novac

## Vanjske poveznice
- Objava: HNB mora uplatiti 4000 kuna svakom građaninu!  Ivan Lovrinović na Facebooku (video), 2. travnja 2020.
- ''Ivan Lovrinović: HNB mora uplatiti 4000 kuna svakom građaninu!  YouTube